# St. Clements
St. Clements es una localidad de Trinidad y Tobago, que forma parte de la región de Princes Town.

## Geografía
La localidad abarca parte de la isla Trinidad y limita al norte con Palmyra y Palmyra Village-Mt. Stewart, al sur con Corinth y St. Madeline, al este con Usine St. Madeline y al oeste con Cocoyea Village (villa perteneciente a la ciudad de San Fernando).

## Demografía
Datos demográficos de la localidad de St. Clements:
| Gráfica de evolución demográfica de St. Clements entre 2000 y 2011 |
|                                                                    |